# Clavier (instrument)
Cet article concerne le clavier d'instrument de musique. Pour les instruments appelés « claviers », voir Instrument à clavier.
Pour les articles homonymes, voir Clavier.

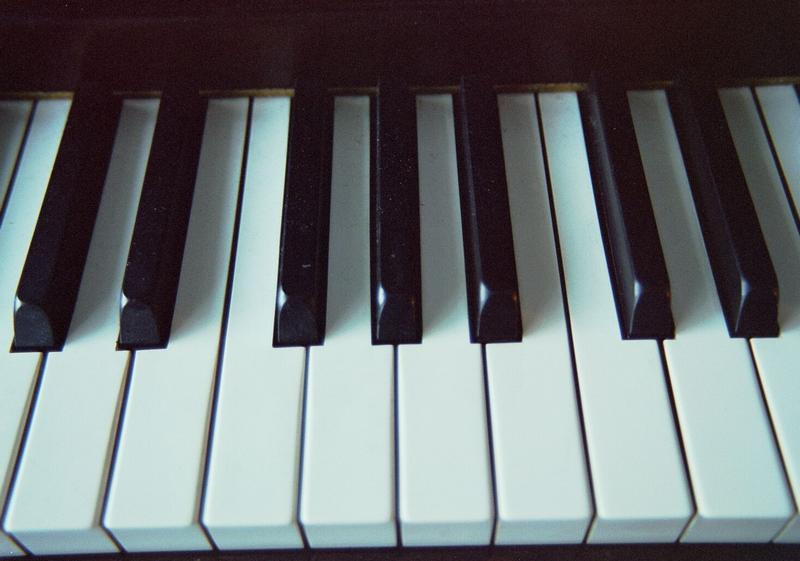
Clavier de piano.

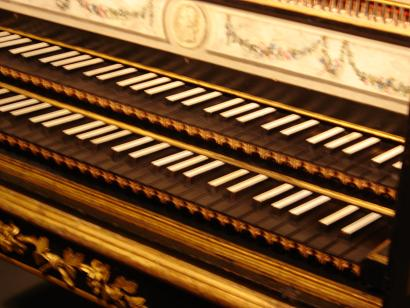
Double clavier d'un clavecin.

Le clavier est, en musique, et plus précisément en organologie, un ensemble de touches que l'on enfonce à l'aide des doigts (soit d'une ou deux mains) pour jouer de certains instruments. Sur certains d'entre eux, les orgues en particulier, un clavier spécial est actionné avec les pieds — il s'agit, dans ce cas, d'un pédalier.
Les touches sont, la plupart du temps, de deux sortes (qui se distinguent généralement par leur couleur) :
- les unes, plus longues et plus basses (souvent de couleur blanche ou claire), correspondent, sur plusieurs octaves, aux sept notes de la gamme diatonique non altérée (soit do majeur ou la mineur naturel), et sont appelées marches ;
- les autres, plus courtes et légèrement plus hautes (souvent noires ou foncées), insèrent entre les notes diatoniques les cinq notes altérées en dièses ou bémols de la gamme chromatique, et sont appelées feintes.

Cette disposition alternée des naturelles et des feintes permet de repérer visuellement une note pour la nommer, ce qui serait impossible si le clavier ne comportait qu'une seule rangée de touches continues, rendant de plus le déplacement des mains quasi impossible pour certains intervalles.

## Histoire
On peut attribuer à Ctésibios (IIIe siècle avant notre ère) l'invention de l'ancêtre du clavier, alors destiné à faire fonctionner l'hydraule (ancêtre de l'orgue, également de son invention). Au Moyen Âge sont apparus plusieurs instruments utilisant un clavier : l'organistrum et la chifonie (ancêtres de la vielle à roue) ; le clavicorde et le clavicythérium (dont l'origine serait anglaise) ; l'organetto et l'orgue positif (petits orgues portatifs ou de table, à soufflet, rappelant l'accordéon et l'harmonium) ; ainsi que les premiers orgues d'église à plusieurs claviers.

## Types

### Clavier de type piano

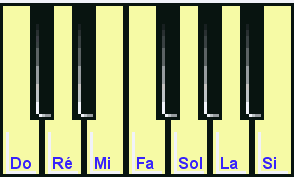
Octave d'un clavier de do à do.

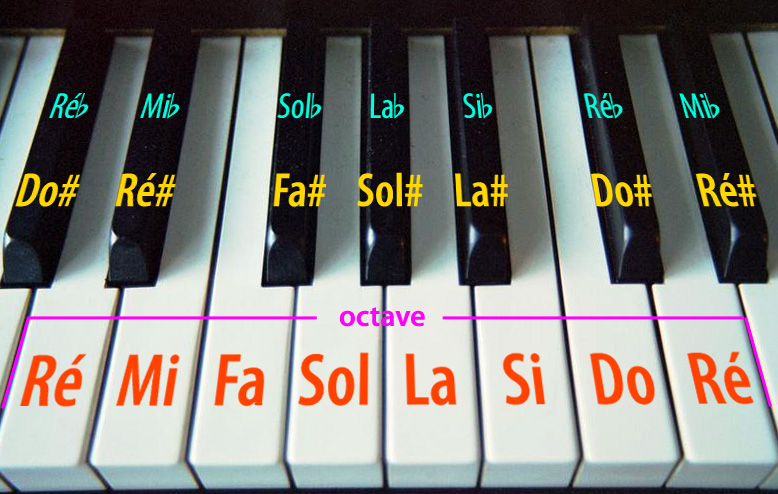
Octave de ré à ré sur un clavier de piano.

Le clavier se présente comme un alignement de touches. Dans le langage technique, les touches larges au bord du clavier s'appellent les marches (ce sont les touches de couleur blanche du clavier de piano) ; les touches plus étroites situées en retrait par rapport au bord du clavier s'appellent les feintes (ce sont les touches de couleur noire). La géométrie du clavier est facile à reconnaître grâce à la disposition alternée des feintes par groupes successifs de 2 ou de 3.
La conception de la touche d'un clavier de type « piano » pose un problème de proportions qui n'a pas de solution rigoureuse :
- on pose que les 7 marches diatoniques do, ré, mi, fa, sol, la et si doivent être toutes de largeur identique ;
- on pose aussi que les 5 feintes chromatiques do , ré , fa , sol  et la  doivent être toutes de largeur identique.

Il en résulte que l'octave comporte deux zones : de do à mi, dont l'axe de symétrie est ré ; et de fa à si, dont l'axe de symétrie est sol . La marche est constituée d'une partie utile large, la palette, et d'une partie étroite, la queue. Il reste deux exigences à remplir : répartir les feintes do  – ré , dans la zone do – mi, soit 5 queues (ou feintes) sur 3 marches ; et répartir les feintes fa , sol , si , dans la zone fa – si, soit 7 queues/feintes sur 4 marches.
Il va de soi que 5/3 ne vaut pas 7/4. Il faut que le doigt passe entre les feintes. On cherche donc à avoir le même espace entre chaque feinte, en élargissant la répartition des deux feintes autour du ré, de manière à obtenir les mêmes espaces qu'autour du sol . Il en découlera que la largeur des queues de do et mi ne vaudra pas celles de fa et si, ce qui importe peu. Dans la pratique, le facteur se sert de « règles à clavier » qu'il dessine selon le compromis ci-dessus. En ce qui concerne les dimensions des touches et du clavier des pianos, en Allemagne est en vigueur la norme DIN 8996 (Klaviatur für Pianos und Flügel ; Maße) : largeur des marches, 23,6 mm ; largeur des feintes, 11,5 mm ; largeur de l'octave (7 marches), 165,2 mm ; largeur du clavier (88 touches), 1 227 mm (+4/-0 mm) ; etc. Dans le piano, les parties invisibles (extrémités opposées des touches) vont rejoindre le mécanisme de production sonore par un léger biais. Ce biais est de toute façon programmé dans quasiment tous les pianos, le placement des cordes croisées obligeant à construire des blocs de notes dont la somme est plus large que le clavier lui-même. Dans l'orgue et l'harmonium les queues sont toutes d'égale largeur.

### Claviers d'orgues, d'harmonium et de clavecin

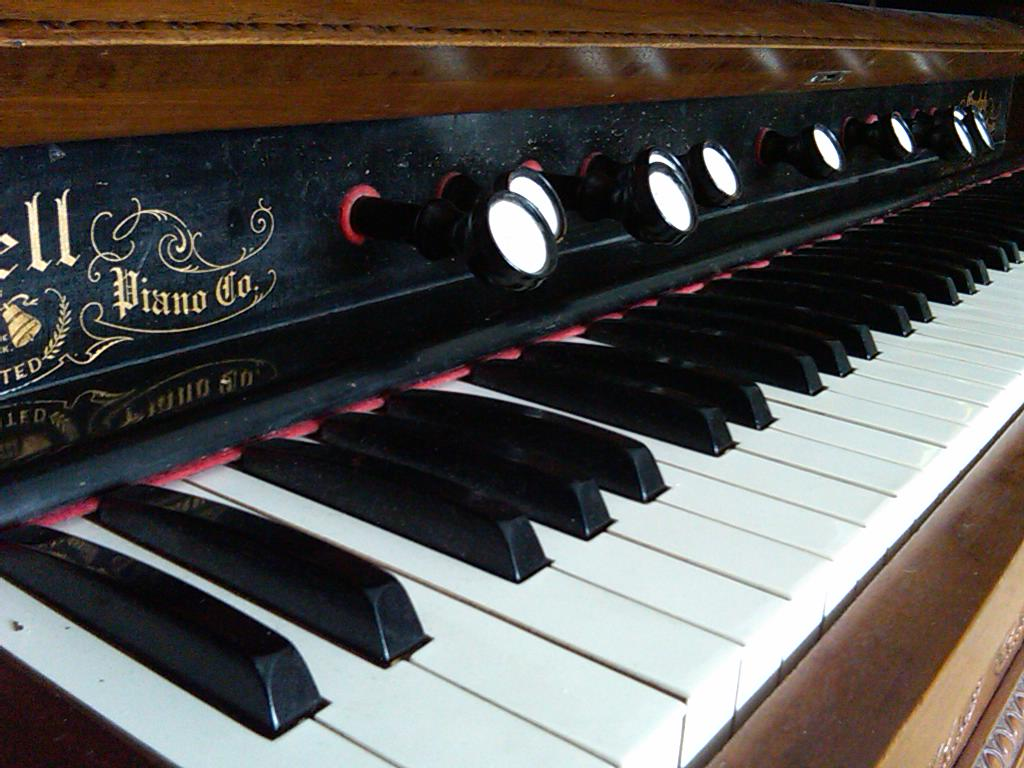
Clavier d'harmonium

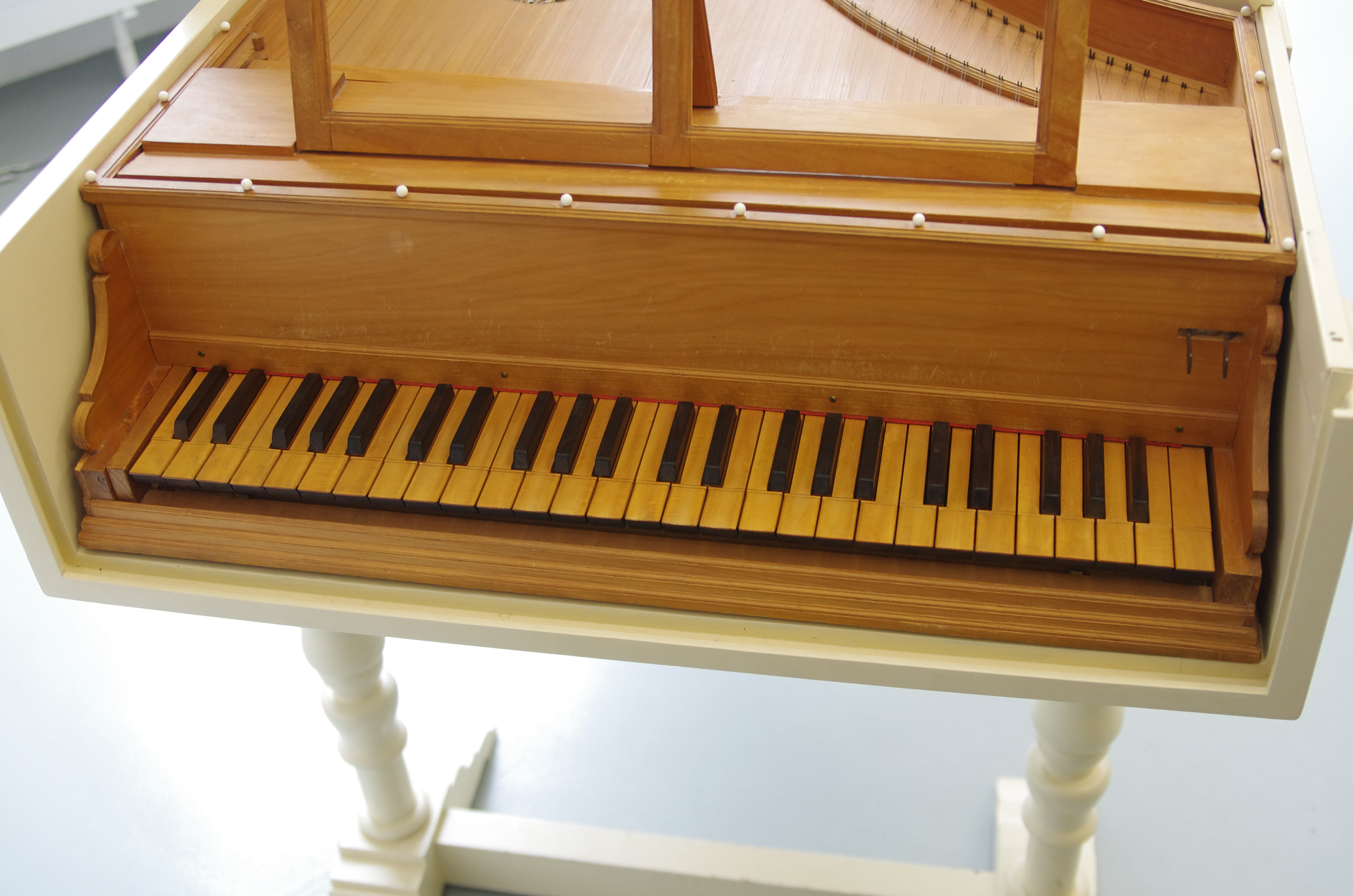
Clavier de clavecin

L'autre solution, celle de donner à toutes les queues une égale largeur implique un système de proportion différent. Les marches et les feintes sont donc d'égale largeur, et ce sont les palettes des marches qui diffèrent en largeur. Les palettes de do, ré et mi sont égales à l'octave divisée par douze (largeur des touches) multipliée par cinq (nombre de touches de do à mi) et divisé par trois (nombre de palettes) ; les palettes de fa à si sont, elles, égales à l'octave divisée par douze (largeur des touches) multipliée par sept (nombre de touches de fa à si) et divisé par quatre (nombre de palettes).
Il existe de nombreux standards suivant le type d'instrument (orgue à tuyaux, clavecin, orgue électronique, etc.) et l'époque considérée. On peut citer L'Art du facteur d'orgues de Dom Bédos de Celles pour les instruments anciens ou encore les normes AGO (American Guild of Organists) pour les instruments récents. Ces deux standard préconisent la solution à palettes de largeur égale. Néanmoins, la solution à queues de largeur égale a également été largement utilisée. On obtient alors des palettes de do à mi d'une largeur de [(164 ÷ 12) × 5] / 3, soit 22,8 mm, et dans le cas des palettes de fa à si une largeur de [(164 ÷ 12) × 7] / 4, soit 23,9 mm. Là aussi, le facteur d'orgues utilise une règle à clavier. Enfin, il existe un intérêt assez large pour l'octave de 162 mm, qui permet à l'interprète d'atteindre plus facilement l'octave, la neuvième, la dixième et même la onzième, et permet une largeur de touche au clavecin et à l'orgue de 13,5 mm, plus facile d'utilisation que le 13,66 mm obtenus par la division 164 ÷ 12. En fin de compte, le clavier de l'orgue et celui du piano, apparemment identiques, diffèrent en réalité légèrement dans leur apparence physique. Peu d'organistes, eux-mêmes pianistes, en sont conscients. Certains suivent les principes décrits par le père Mersenne (1588-1648), permettant d'avoir un tracé optimal compte tenu de ces contraintes, mais moins subtil.
La couleur du clavier n'a été fixée pour le piano, le synthétiseur et les autres instruments modernes que récemment, à partir du XIXe siècle : marches blanches et feintes noires. Sur les instruments plus anciens, les facteurs suivaient les usages de leur temps et du lieu, en s'autorisant des apports de décorations en tabletterie, gravures, marqueterie. Dans les instruments nordiques, flamands, les marches sont en os, les feintes en ébène, ce qui modifie, par le poids de l'os le point d'équilibre de la touche. Dans les claviers français les marches sont plaquées d'ébène ou en ébène massive et les feintes en poirier noirci plaquées d'os ou bien en érable massif ou en ébène blanche.
Sur les instruments des XVIe et XVIIe siècles, deux particularités peuvent se présenter, parfois simultanément : l'octave « courte » (les touches correspondant à certaines notes graves peu utilisées servaient en fait à produire des notes plus graves que leur position sur le clavier ne l'aurait fait penser ; ceci permettait aux instrumentistes de jouer des accords de neuvième ou plus, impraticables sur un instrument moderne) ; et les touches divisées (« feintes brisées ») pour pouvoir produire séparément deux notes enharmoniques (sol  et la , par exemple), que les claviers modernes confondent en une seule et même touche.

### Clavierswaterfall
Il existe deux types de touches, lorsqu'on regarde le profil d'un clavier :
- sur le clavier du piano, les touches sont pleines sous la palette et forment une sorte de « mur » vertical, semblable à une chute d'eau. On appelle ce profil de clavier « waterfall » (« chute d'eau », en anglais) ;
- sur le clavier du clavecin, de l'orgue ou du synthétiseur, la palette, beaucoup moins épaisse, ne forme pas cet effet de mur vertical. C'est le profil de clavier standard.

### Clavier d'accordéon
Côté main droite de l'accordéon chromatique, la gamme est répartie sur trois rangées de boutons ronds. Le do est assigné à la rangée extérieure, le demi-ton immédiatement supérieur (do ) est accessible sur la rangée immédiatement supérieure et ainsi de suite. Les trois rangées sont donc accordées selon les trois accords de septième diminuée constituants la gamme chromatique. Pour faciliter la virtuosité, on ajoute parfois une ou deux rangées supplémentaires, ces quatrième et cinquième rangées répétant les deux premières au-dessus de la troisième rangée.
Il y a également des accordéons avec une main droite utilisant un clavier à "touches piano".
Pour la main gauche, il y a des boutons comme pour la main droite, mais de plus petite taille.

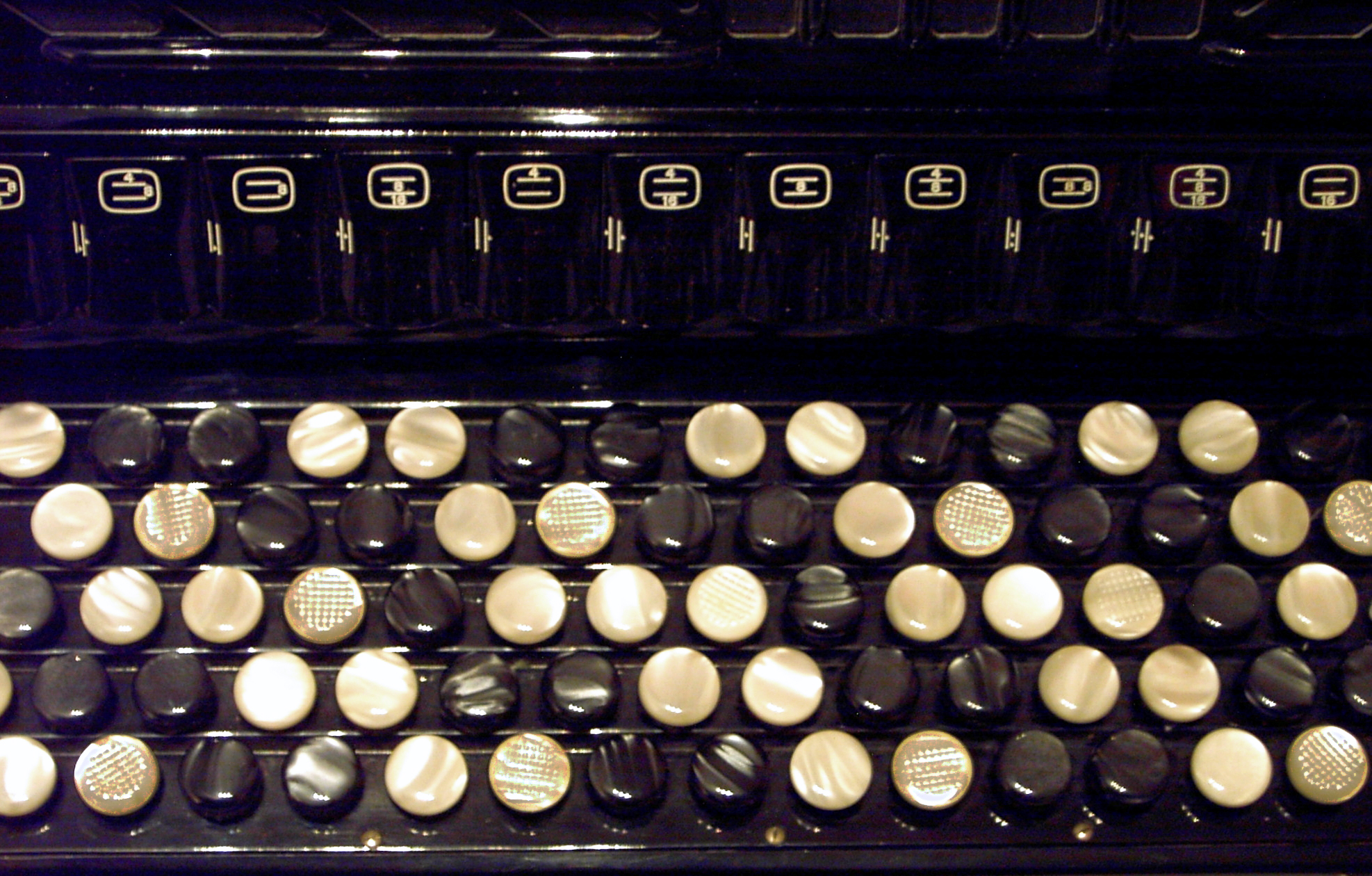
Clavier d'accordéon à boutons.
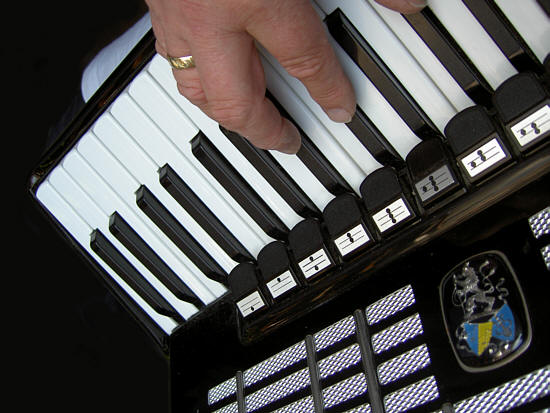
Clavier d'accordéon à touches.

### Claviers spéciaux
Les claviers spéciaux peuvent se classifier en trois familles, selon le rôle assigné aux éventuelles notes supplémentaires. La première et la seconde famille sont celles des claviers microtonaux, permettant d'explorer soit de compenser les défauts inhérents à toute solution de tempérament, soit permettant d'explorer les microintervalles comme les quarts de ton. La troisième famille ne compte pas de notes supplémentaires par rapport au clavier traditionnel, mais un réarrangement des notes de manière plus « logique » ou rationnelle. Il faut cependant noter qu'aucun clavier spécial, aussi juste fût-il, n'a jamais supplanté le clavier traditionnel, moins parfait mais universellement répandu.

#### Claviers «perfectionnistes»
L'évolution des systèmes de tempérament pour les instruments à sons fixes montre une recherche jamais satisfaite d'un compromis entre la justesse absolue des intervalles et la possibilité d'utilisation de toutes les tonalités (égalité de tous les intervalles). Les premières tentatives datent de la renaissance et visaient à éliminer le « loup » du tempérament mésotonique. Pour cela, on construisait des claviers munis de doubles feintes sur les notes ré  – mi  et sol  – la . L'une étant la quinte, l'autre la fondamentale d'un accord. Il a existé des claviers à 16, 17, 19, 24 et même 31 (clavier de Huygens-Fokker) notes par octave (double feintes et même feintes supplémentaires en mi – fa et si – do), portant le nom d'archiclavecins.

#### Claviers microtonaux
On compte surtout, puisque fréquemment utilisé dans les compositions microtonales, le clavier en quart de tons. Il en existe différentes variantes, toutes ayant le but de mettre à disposition de l’interprète 24 notes par octave, en conservant l'écart standard de 165 mm par octave. Il existe aussi des solutions destinées à l'interprétation des musiques arabes, turques, persanes et indiennes, généralement implantés sur des instruments électroniques permettant au clavier traditionnel et des fonctions d'accordage on-the-fly de supplanter encore là des solutions à plus de 12 touches par octave.

#### Claviers isomorphiques
Les claviers isomorphiques offrent une approche « logique » à l'organisation des notes. Une organisation en pavage régulier permet de garder les mêmes relations harmoniques entre les touches sur l'ensemble du clavier. Les accords peuvent être alors visualisés en tant que « formes » géométriques à deux dimensions, à l'opposé de la visualisation intervallique unidimensionnelle du piano par exemple. L'exemple le plus connu de disposition isomorphique est celle du clavier de la main droite de l'accordéon chromatique.
Il existe :
- le clavier uniforme, ou clavier Jankó, comptant deux séries de touches accordées en tons entiers. L'une avec les notes do ré mi fa  sol  la  et l'autre avec les notes do  ré  fa sol la si. Une troisième série, répétition de la première, vient compléter cet ensemble pour permettre une plus grande virtuosité[7] ;
- le clavier Wicki-Hayden et le C-Thru AXiS-64 Pro qui arrangent les notes selon un schéma permettant un accès direct depuis n'importe quelle note à des intervalles définis de manière directe et systématisée[8] ;
- le principe dualo qui dispose les notes selon deux suites de tierces parallèles, et dont la version chromatique associe également un intervalle à une position unique[9].

## Instruments
Les instruments notables suivants se jouent par l'intermédiaire d'un ou plusieurs claviers :
- cordes frappées : piano, piano-forte, clavicorde, dulce melos (doulcemelle) (parfois) ;
- cordes pincées : clavecin, virginal, clavicythérium, épinette ;
- lames frappées : célesta ;
- cordes frottées : vielle à roue ;
- cloches frappées : carillon (les touches sont de longues baguettes sur lesquelles on frappe du poing) ;
- à vent vers anches libres : accordéon, mélodica, harmonium.
- à vent vers tuyaux : orgue, orgue de cinéma ;
- électriques : ondes Martenot, orgue Hammond, synthétiseur.

Le pédalier d'orgue, actionné avec les pieds, ou les baguettes de carillon, qu'on frappe du poing, sont disposés comme le clavier du piano. Ils alternent marches et feintes. Il en va de même des lamelles de certaines percussions à notes (xylophone, marimba, glockenspiel, vibraphone).